# Poecilopsis confusa
Poecilopsis confusa är en fjärilsart som beskrevs av Harrison. Poecilopsis confusa ingår i släktet Poecilopsis och familjen mätare. Inga underarter finns listade i Catalogue of Life.